# عباس الحايك
عباس أحمد الحايك هو كاتب مسرحي وكاتب سيناريو أفلام سعودي، ولد في عام 1393 هـ الموافق 1973م، كتب عباس الحايك عدد من النصوص المسرحية والأفلام وصدر له عدد من الكتب المسرحية والنقدية .

## نصوص كتبها
- 1. فصول من عذابات الشيخ أحمد: أخرجها لمسرح الشارقة الوطني، وحسن رجب وقدمت في في مهرجان أيام الشارقة المسرحية 2003م، وقدم جزء منها المخرج البحريني عبد الله السعداوي .[2]
- 2. المزبلة الفاضلة: قدم النص العديد من المخرجين المسرحيين مثل: السوري هاشم غزال، والمغربي عبد الواحد الخلفي، والكويتيان علي المذن وعلي حسن، والعراقي نشأت مبارك، والقطري عبد الله البكري لفرقة جلجامش البحرينية .. وغيرهم في عدد من الدول العربية منها: السعودية، عمان، الإمارات العربية المتحدة، الكويت، الأردن، العراق، المغرب، ليبيا، سوريا، الجزائر.
- 3. المعلقون: أخرجها الكويتي خالد المفيدي لجامعة الكويت عام 2004م، والسوري غسان الدبس في الدمام، وقدمت في عمان إخراج يوسف البلوشي.
- 4. التيه: أعد عنه الإماراتي جمعة علي، وعرض (الصرة) من إخراج عارف سلطان 2007م، وقمتها الكلية التقنية بالمصنعة-في عمان، إخراج محمد الريامي 2017.
- 5. الموقوف رقم 80: وقدم العرض في عمان من إخراج طاهر الحراصي 2009م، وقدمت في الجزائر من إخراج زروق نكاع، وفي ليبيا من إخراج عبد السلام البديوي.
- 6. زهرة الحكايا: قدمت في عمان وأخرجتها إسراء العجمي، وأخرجها أيضاً لفرقة مزون يوسف البلوشي، وقدمت في قطر من إخراج علي الشرشني.
- 7. هجرة النوارس البرية: أخرجها أبو الحسن حميد لكلية الفنون الجميلة بجامعة البصرة 2009م، وقدمت باللغة السريانية في شمال العراق من إخراج نشأت مبارك.
- 8. ولاية الأحلام: قدمتها فرقة المسرح الحديث بالإمارات ومن إخراج أحمد الأنصاري وشاركت في مهرجان أيام الشارقة المسرحية في مارس 2017، تحت عنوان (حلم وردي).
- 9. مونودراما حكاية موظف: أخرجها ياسر الحسن بعنوان (بارانويا) وقدمت في الدمام والكويت 2015.
- 10. مسرحية الأطفال (جزيرة الأماني): قدمت في - الخليل - فلسطين - لمسرح نعم بعنوان (هيك بنحلم) إخراج إيهاب زاهدة 2015، وقدمت في عمان لفرقة مزون إخراج طاهر المحرزي في أبريل 2016، وقدمتها متوسطة فلسطين للمشاركة في المنافسات المسرحية للمرحلة المتوسطة في إدارة التعليم بمحافظة عنيزة من إخراج يوسف التركي، وحصل النص على جائزة أفضل نص في أبريل 2016، وقدمتها جامعة الطائف في يوليو 2016 من إخراج مساعد الزهراني.
- 11. (صبية كان اسمها حنين): قدمت في المغرب من إخراج أنوار حساني وتمثيل كريمة أولحواس لفرقة فانتازيا فبراير 2016، وقدمتها فررقة (هنا دمشق) نصه (صبية كان اسمها حنين) تحت اسم (قصة بنت اسمها حنين)، إخراج وتمثيل لانا عماد وشاركت المسرحية في مهرجان ساقية الصاوي للمونودراما في أبريل 2016، وقدمتها جمعية النوارس للتنمية والإبداع نصه (صبية كان اسمها حنين) للمشاركة في ملتقى القصر الأول للمونودراما، تمثيل بثينة امسناو وإشراف محمد السلطاني أغسطس 2016م، وأخرجها الجزائري سفيان عطية في أغسطس 2016، وقدمتها فرقة إلفة المسرحية السودانية إخراج محمد حسن طيارة وتمثيل رماح القاضي في فبراير 2017.
- 12. كونتينر: أخرجها أنوار حساني لمحترف فانطازيا التابع للمدرسة العليا للتجارة والتسيير بالدارالبيضاء سبتمبر 2017.
- 13. مر القطار: قدمتها كلية الاعلام والاتصال ضمن مهرجان الكليات المسرحي بجامعة الملك عبد العزيز بجدة-السعودية نوفمبر 2016 إخراج فيصل الحربي، وحصل على جائزة أفضل نص.
- 14. حارسة الماء: قدمها نادي شباب الزلاق ضمن مهرجان جائزة خالد بن حمد للإبداعات الشبابية بالبحرين أكتوبر 2017م.

وغيرها من النصوص الاجتماعية التي قدمت على الخشبة مثل النص النسائي (مكتب التطبيق)، نص (انستغرام الفريج)، والنص النسائي (4 نساء وامرأة).

## سيناريوهات كتبها
- شكوى الأرض: أخرج الفلم بشير المحيشي لمؤسسة قيثارة 2006 .
- الصديقان: حصل على جائزة النخلة الذهبية لأفضل سيناريو في مهرجان أفلام السعودية بالدمام في دورته الأولى 2008.
- وجع الصمت: أخرجه محسن الحمادي.
- آلام طفل: أخرجه شريف الخضراوي.
- السيكل: إخراج محمد سلمان 2012.
- نذر: وحصل على جائزة النخلة الذهبية لأفضل سيناريو في مهرجان أفلام السعودي بالدمام في دورته الثانية 2015 .
- حكاية صورة: إخراج علي سمير الناصر 2015 .
- بنت الماشطة: فلم طويل إخراج يوسف البلوشي من عمان 2015.
- رفيق العتمة: إخراج محمد الباشا 2016.
- مانجا: إخراج نزار آل السيد ناصر 2017

## مؤلفاته وكتبه
- 1. فصول من عذابات الشيخ أحمد- منشورات إدارة الثقافة والإعلام بالشارقة -2002.
- 2. المزبلة الفاضلة ومسرحيات أخرى- دار فضاءات-2011م.
- 3. المشاركة بنصي (المزبلة الفاضلة) و(هجرة النوارس البرية) في كتاب (نصوص مسرحية) الصادر عن فرع جمعية الثقافة والفنون بالدمام 2011.
- 4. المشاركة كباحث في (موسوعة المسرح العربي)-مجموعة مسارح الشارقة -2012م.
- 5. المشاركة بنص (ولاية الأحلام) في كتاب 9 نصوص مسرحية سعودية الصادر عن الهيئة العربية للمسرح بالشارقة 2013م.
- 6. علبة الدهشة.. مقالات ورؤى في المسرح الصادر عن فرع جمعية الثقافة والفنون بالدمام 2014.
- 7. المسرح في السعودية .. تجارب ومسارات- الهيئة العربية للمسرح-الشارقة 2015.

## جوائز حصل عليها
- 1. جائزة الشارقة للإبداع العربي الأولى عن نص (فصول من عذابات الشيخ أحمد) 2001م.
- 2. جائزة أفضل نص في مسابقة المسرح المفتوح للعروض القصيرة بالدمام الدورة الثانية عن نص (المزبلة الفاضلة) 2003م.
- 3. حصل على جائزة التأليف بمهرجان مسرح الشباب الرابع بدولة الكويت 2005م، عن نص حكاية منبوذين (المزبلة الفاضلة).

## وصلات خارجية
- عباس الحايك على موقع أرشيف الشارخ.
- عباس الحايك - السينما كوم
- عباس الحايك: المسرح السعودي ظلم من أهله وكتّابه أقل جرأة من كتّاب الرواية
- مقالات عباس الحايك - صحيفة اليوم